# Die Kirche von Auvers

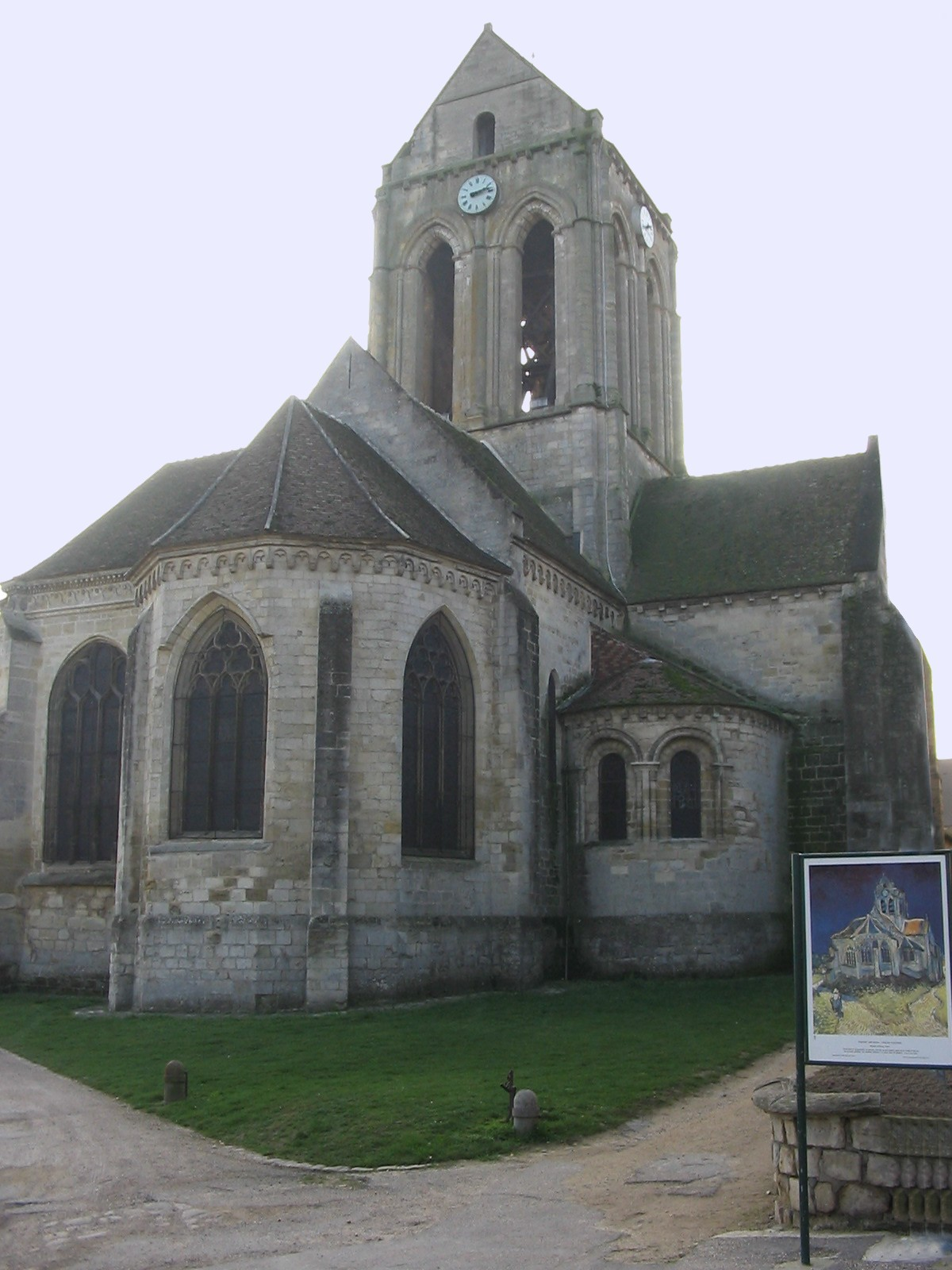
Die Vorlage

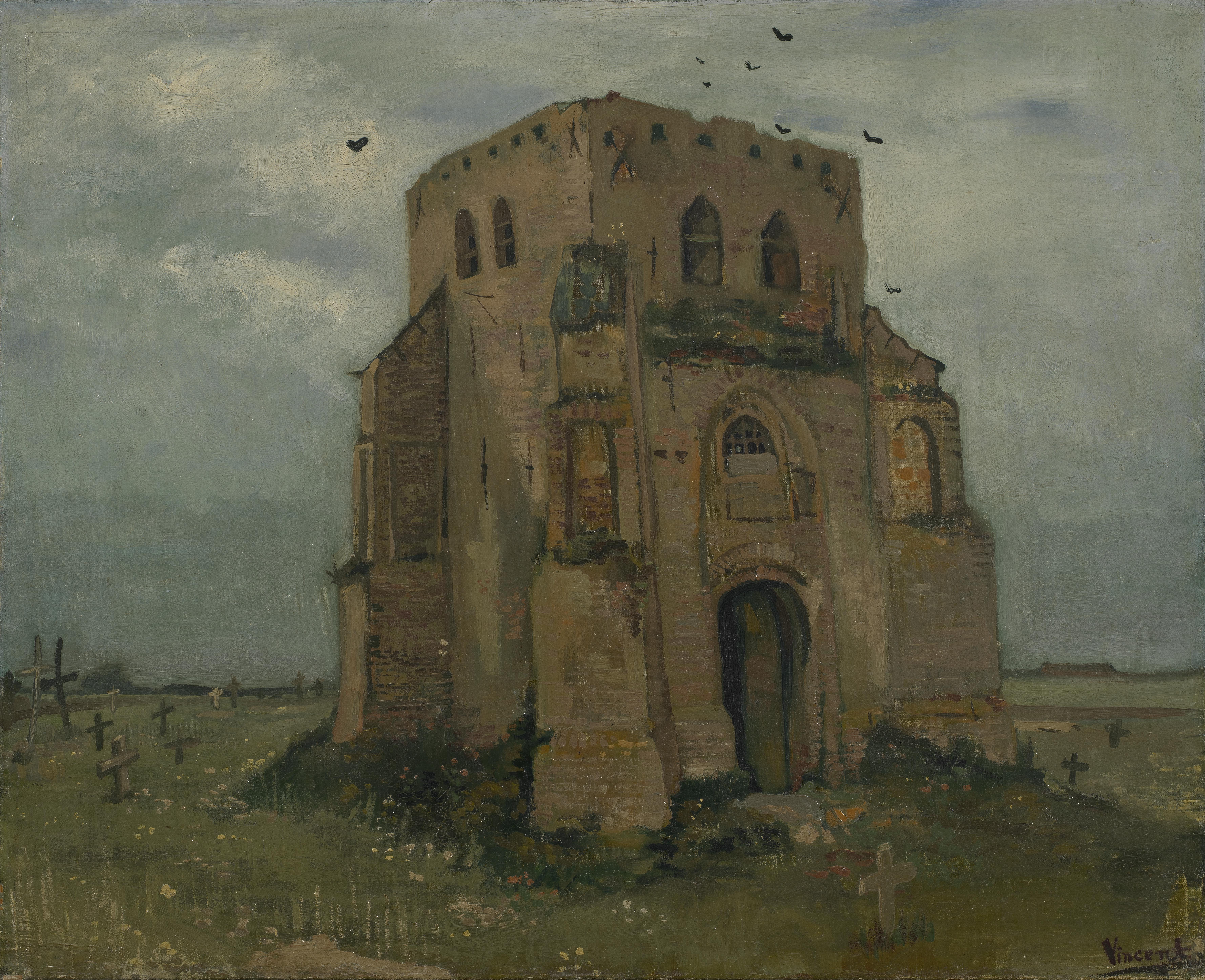
Die Turmstudie aus Nuenen, mit der van Gogh selbst das Bild verglich

Die Kirche von Auvers ist ein Gemälde des niederländischen Malers Vincent van Gogh aus dem Jahr 1890. Es befindet sich im Musée d’Orsay in Paris.

## Geschichte
Das Bild Die Kirche von Auvers wurde im Jahre 1890 in Auvers-sur-Oise gemalt. Das Ölgemälde auf Leinwand hat die Maße 94 × 74 cm.
Es entstand zwischen dem 4. und dem 8. Juni 1890 in der letzten intensiven Schaffensphase van Goghs und ging zunächst in die Hände des Malers und Mediziners Paul Gachet über, der den Künstler in dieser Zeit betreute und das Gemälde später seinem Sohn vererbte. Aus dessen Besitz gelangte es 1952 in die Sammlung des Museums Jeu de Paume, die zum Louvre gehört. 1986 kam es ins Musée d’Orsay. Das Bild gehört zu den bekanntesten Gemälden van Goghs und wurde häufig reproduziert.

## Motiv
Das Bild zeigt die frühgotische Kirche Notre-Dame-de-l’Assomption von der Chorseite aus. Obwohl van Gogh in seinen letzten zwei Lebensmonaten, die er in Auvers verbrachte, über 70 Gemälde schuf, widmete er sich diesem Motiv nur ein einziges Mal. Das hochformatige Bild zeigt die Kirche unter einem lastenden, schwarzblauen Himmel im Gegenlicht; die Lichtquelle selbst ist nicht dargestellt. Die Glasfenster weisen das gleiche Blau auf wie der Himmel. Die Perspektive ist verzerrt und gebrochen, die Linienführung geschwungen, Details wie die Ziffern und Zeiger der Turmuhr sind nicht zu erkennen. Die Kirche wirkt ebenso monumental wie unruhig. Etwa das untere Drittel des Bildes nimmt ein gegabelter Weg ein, der im Vordergrund zusammenläuft und dessen beide Teile rechts und links an der Kirche vorbeiführen und ein dreieckiges Rasenstück einschließen, das spiegelbildartig mit dem Kirchturm korrespondiert. Auf dem linken Weg bewegt sich eine Bäuerin in graublauer Tracht vom Betrachter weg.
In einem Brief an seine Schwester Wilhelmina vom 5. Juni 1890 erwähnt van Gogh dieses Gemälde und zieht Parallelen zu seinen Studien in Nuenen, wo er den alten Turm und den Friedhof malte. Die Farbgebung, so schreibt er, sei jetzt allerdings expressiver geworden.